# Administração da Armênia Ocidental
A Administração da Armênia Ocidental (em armênio/arménio: Արևմտյան Հայաստան) foi um governo provisório armênio na região autônoma estabelecida originalmente em torno do lago de Vã, após a Resistência de Vã, ocorrida durante a Campanha do Cáucaso sob a liderança de Aram Manougian, da Federação Revolucionária Armênia. Originalmente o território era conhecido por Vaspuracânia Livre; após um início conturbado, em agosto de 1915, a administração foi restabelecida em junho de 1916 com o nome de "Administração da Armênia Ocidental", em plena zona de guerra. A partir de dezembro de 1917 passou para o controle do Comissariado Transcaucasiano, com Hakob Zavriev como Comissário e, durante os primeiros estágios do estabelecimento da República Democrática da Armênia, foi incluida, juntamente com os outros conselhos nacionais armênios numa Armênia brevemente unificada.
O governo provisório foi estabilizado através das unidades voluntárias armênias, que formaram uma estrutura administrativa depois da Resistência de Vã, no início de 1915. A maior representação política na Administração era a da Federação Revolucionária Armênia, e Aram Manougian, apelidado de "Aram de Vã", foi seu mais famoso governador.

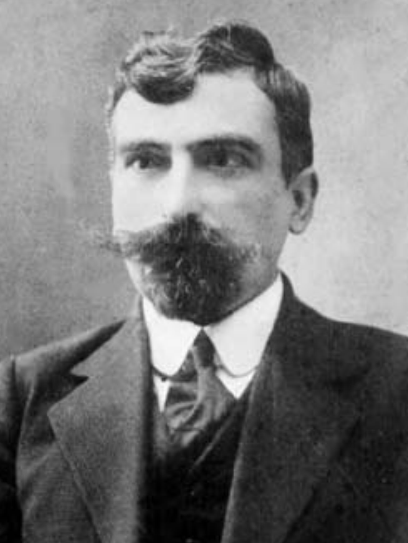
Aram Manougian

## História

### Formação (1915)
O conflito se iniciou em 20 de abril de 1915, com Aram Manougian como líder da resistência, e durou dois meses. Em maio, forças armênias e russas entraram em Vã e expulsaram o exército otomano da cidade.

#### Retirada de Vã
Após dois meses de auto-governo, sob a liderança de Manougian, a batalha se voltou contra a milícia armênia. Cerca de 250 mil armênios recuaram para a fronteira russa. O exército otomano, sob Paşa Kerim, lançou um contra-ataque na região do lago de Vã e derrotou os russos na batalha de Manzicerta. Os russos recuaram de Kara Kilise para Bayburt.
Durante este contra-ataque, Manougian e Sampson Aroutiounian, presidente do Conselho Nacional Armênio de Tiblíssi, ajudaram os refugiados da região a chegar em Valarsapate. Além da fome e da fadiga, os refugiados sofriam com as doenças, especialmente a disenteria. Em 29 de dezembro de 1915, o dragomano do Vice-Consulado em Vã, de acordo o bispo ortodoxo armênio de Erevã e outras fontes, teria auxiliado os refugiados do Cáucaso a abandonar a região.
| Origem            | 13 de agosto Refugiados de Valarsapate | 29 de dezembro Refugiados do Cáucaso |
| ----------------- | -------------------------------------- | ------------------------------------ |
| Vã e arredores    | 203 000                                | 105 000                              |
| Manzicerta (Muxe) | 60 000                                 | 20 038                               |
| Total regional    | 250 000 (da "Narrativa de Vã")         |                                      |

#### Retorno a Vã
Durante o inverno de 1915, as forças otomanas recuaram mais uma vez. Aram Manougian retornou a Vã e reassumiu o seu cargo. O governador declarou então medidas rígidas para evitar a pilhagem e a destruição de propriedade, em dezembro de 1915. Algumas debulhadeiras e moinhos voltaram a ser usados no distrito, para que as padarias pudessem reabrir, e o restauro de edifícios começou em diversas ruas.
| 29 de dezembro - refugiados retornados | 29 de dezembro - refugiados retornados |
| -------------------------------------- | -------------------------------------- |
| Cidade de Vã                           | 6 000                                  |

### Expansão (1916)

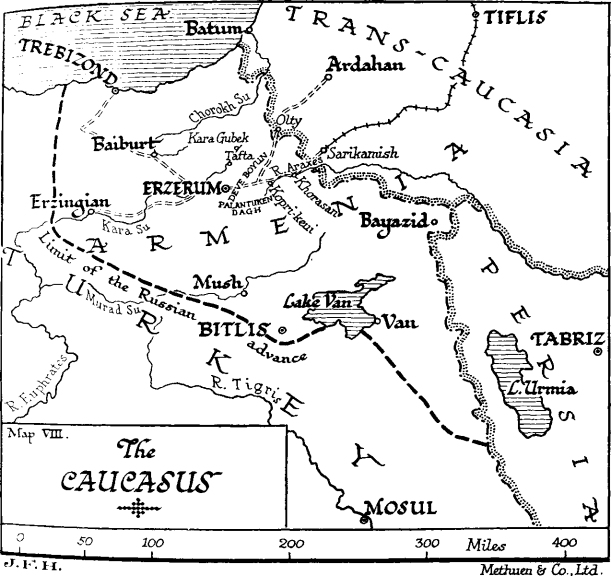
A extensão da Administração da Armênia Ocidental em 1916

Com a chegada do ano de 1916, os refugiados armênios que tentaram retornar para os seus lares encontraram barreiras colocadas pelo governo russo.  Durante 1916–17, de 8 000 a 10 000 armênios conseguiram a permissão de viver em Vã.
De acordo com um relato da época:

"Os homens estão indo para lá em grandes números; caravanas daqueles que retornam à pátria estão entrando por Igdir. A maioria dos refugiados na província de Erevã voltaram para Vã."

| 1 de março - refugiados retornados | 1 de março - refugiados retornados | Expected              |
| ---------------------------------- | ---------------------------------- | --------------------- |
| Distrito de Vã                     | 12 000                             | entre 20 000 e 30 000 |

O governo confiscou a propriedade dos russos, transformando-as em fazendas comunais e as dividindo entre os armênios adultos do sexo masculino. Cerca de 40% da população de Vã abandonou a cidade para trabalhar nestas fazendas. O governo armênio também começou uma indústria de armas e munições, aproveitando-se das minas russas para os projetos de construção em Vã; também tentou-se implementar um sistema de coleta de impostos, sem grande sucesso.
O Comitê Americano para o Auxílio do Oriente Médio trouxe ajuda às vítimas da guerra. Foi organizado em 1916, como o Lar das Crianças de Vã, que ajudava crianças locais a aprender a ler e escrever e fornecia-lhes roupas. O Comitê trabalhou na Síria e teria ajudado "diversas centenas de milhares" durante a Campanha do Cáucaso.

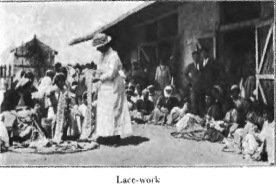
Refugiados armênios

#### Planos russos
Em abril de 1915, Nikolai Yudenich relatou ao conde Illarion Ivanovich Vorontsov-Dashkov:
Os armênios pretendem ocupar, através de seus refugiados, as terras deixadas pelos turcos e pelos curdos, para beneficiar-se com seu território. Considero esta intenção inaceitável, já que, após a guerra, será difícil devolver estas terras sequestradas pelos armênios ou provar que esta propriedade por eles apropriada não lhes pertence, como foi o caso depois da Guerra Russo-Turca de 1877-1878. Considero muito desejável que as zonas fronteiriças sejam habitadas por um elemento russo… com colonos de Kuban e do Don, de maneira a formar uma região cossaca ao longo da fronteira.
As possibilidades agriculturais localizadas nos distritos litorâneos do mar Negro e nas margens altas do rio Eufrates eram consideradas apropriadas para os colonos russos. As Regras para a Administração Temporária das Áreas Turcas ocupadas pelo Direito de Guerra foram assinadas em 18 de junho de 1916, estabelecendo um governorado sob o sistema estabelecido por Aram Manougian.
No entanto, a Revolução de Fevereiro de 1917 depôs o czar Nicolau II, e o novo establishment prometeu reverter as políticas adotadas até então, de maneira a ganhar o apoio dos armênios.

### A colonização (1917)
Aproximadamente 150 000 armênios foram transferidos para as províncias de Erzurum, Bitlisse, Muxe e Vã em 1917. Os armênios começaram a construir casas e cultivar a terra, preparando-se para a colheita no outono daquele ano. A perspectiva de um novo estado autônomo parecia favorável para o governador provisório Aram Manougian, com a sede administrativa localizada, de maneira favorável, no meio do caminho entre a Rússia e o Império Otomano.
Embora as linhas de frente militares estivessem relativamente estáveis, o ano de 1917 estava marcado pela Revolução Russa. Armen Garo e outros pediram que soldados armênios que estavam no teatro de guerra europeu fossem transferidos para as linhas de batalha no Cáucaso, uma medida que tinha como intenção aumentar a estabilidade do governo provisório.

#### Comitê Especial Transcaucasiano
O Vice-reinado do Cáucaso foi abolido pelo Governo Provisório Russo em 18 de março de 1917, e toda a autoridade, exceto na zona que abrigasse o exército em atividade, havia sido delegada ao corpo de administração civil chamado de Comitê Especial Transcaucasiano, ou Ozakom. O político armênio Hakob Zavriev foi de importância fundamental no processo de convencer o Ozakom a proclamar um decreto a respeito da administração dos territórios ocupados. A região foi identificada oficialmente como "terra da Armênia turca", e transferida para o governo civil sob Zavriev, que teve em seu controle os distritos de Trebizonda, Erzurum, Bitlisse e Vã. Cada um dos distritos tinha seu próprio governador armênio, com autoridades civis armênias.

#### Linha de frente nacional
O exército russo no Cáucaso, antes de 1917, estava organizado de acordo com critérios nacionais e étnicos, como as unidades voluntárias armênias e o Exército Russo do Cáucaso. No entanto, este último foi dispersado, o que deixou os soldados armênios como únicos defensores contra o poderio do exército otomano.
A linha de frente contava com três divisões principais, lideradas respectivamente por Movses Silikyan, Andranik Toros Ozanian e Mikhail Areshian. Destacamentos da guerrilha partisã armênia acompanhavam estas unidades principais. Os otomanos estavam em maior número do que os armênios, numa proporção de três para um ao longo de uma linha de frente com 480 quilômetros de comprimento, entre áreas montanhosas e passos.

### A retirada e a resistência (1918)
O líder do Comitê de Auxílio ao Oriente Médio em Vã era Kostin Hambartsumian, que conseguiu retirar cerca de quinhentos órfãos da Casa de Crianças de Vã para Gyumri em 1917.

#### Tratado de Brest-Litovski

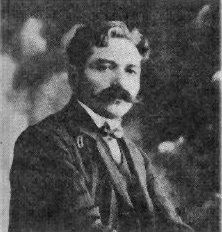
Andranik Toros Ozanian, governador (março-abril de 1918)

Uma nova fronteira foi traçada pelo tratado de Brest-Litovski, assinado entre a República Socialista Federalista Soviética da Rússia e o Império Otomano em 3 de março de 1918. O tratado colocou a província de Vã, juntamente com as regiões de Carse, Ardacane e Batum sob controle otomano. O tratado também estipou a independência da República Democrática da Transcaucásia.

#### Resistência
Os representantes do Congresso Armênio dos Armênios Orientais (CAAO) na Duma se juntaram aos seus colegas na declaração da independência do Transcáucaso da Rússia.
No dia 5 de abril, o chefe da delegação transcaucasiana, Akakii Chkhenli, aceitou o tratado como base para a negociação e telegrafou aos governantes envolvidos, aconselhando-os a aceitar esta postura. Em Tbilisi, no entanto, as posições eram diferentes; o tratado não havia criado um bloco unido. A Armênia reconhecia a existência do estado de guerra contra o Império Otomano, e a efêmera Federação Transcaucasiana se fragmentou. Assim que se viram livres do domínio russo, o CAAO declarou proclamada a República Democrática da Armênia, e o seu não-reconhecimento do tratado de Brest-Litovski. O congresso implementou políticos controlando o esforço de guerra, além do auxílio e repatriação de refugiados, promulgou uma lei que organizava a defesa do Cáucaso contra os ataques otomanos utilizando-se de tudo que havia sido deixado, entre mantimentos e armamentos, pelo exército russo. O congresso também selecionou um comitê executivo permanente, com quinze memnros, conhecido como Conselho Nacional Armênio. O líder deste comitê era Avetis Aharonyan, que declarou oficialmente a Administração da Armênia Ocidental como parte da República Democrática da Armênia.
O Ministro da Guerra otomano, Enver Paşa, enviou o seu Terceiro Exército para a Armênia. Sob forte pressão das forças conjuntas do exército otomano e dos soldados curdos, a república armênia foi obrigada a recuar de Erzinjane até Erzurum. Na batalha de Sardarapat, de 22 a 26 de maio de 1918, o general armênio Movses Silikian também conseguiu fazer as forças otomanas recuarem. Mais ao sudeste, em Vã, os armênios resistiram ao exército otomano até abril de 1918, quando se viram forçados a evacuar e fugir para a Pérsia. Richard Hovannisian explica assim as condições da resistência durante março de 1918: 
"No verão de 1918, os conselhos nacionais armênios se transferiram, com relutância, de Tiblíssi para Erevã, tomando a liderança da república do ditador popular Aram Manukian e do renomado comandante militar Drastamat Kanayan. Começou então o assustador processo de estabelecer um maquinário administrativo nacional numa região miserável, isolada e sem saída para o mar. Esta não era a autonomia e a independência que os intelectuais armênios tinham sonhado e pelas quais uma geração de jovens havia sido sacrificada. E, no entanto, era aqui que o povo armênio estava destinado a continuar [sua] existência nacional."— R.G. Hovannisian
Os tártaros do Azerbaijão se aliaram ao Império Otomano e tomaram as linhas de comunicação, isolando os conselhos nacionais armênios de Baku e Erevã do conselho nacional em Tbilisi. Os britânicos enviaram uma pequena força militar, sob o comando do general Lionel Charles Dunsterville até Baku em agosto de 1918.
Em 30 de outubro de 1918 o Império Otomano assinou o armistício de Mudros, pondo um fim às movimentações das tropas de Enver Paşa.

## Reconhecimento

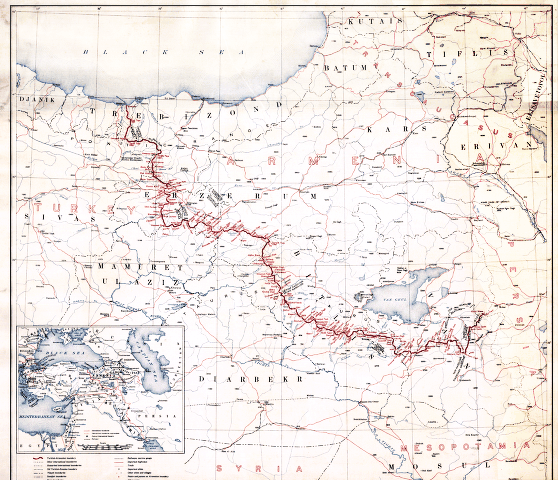
Armênia wilsoniana

O tratado de Brest-Litovski, entre o Império Otomano e a República Socialista Federativa Soviética da Rússia, incluía o estabelecimento da Armênia na Armênia russa. A Administração da Armênia Ocidental sofrera um revés com o tratado de Batum, que empurrara as fronteiras armênias para dentro da Armênia russa.
A Diáspora Armênia por sua vez argumenta que esta expansão das fronteiras para o controle armênio foi um acontecimento natural, uma vez que desde a Revolução Russa a região vinha sendo controlada por unidades voluntárias armênias, e, posteriormente, pela própria Armênia. O governo provisório armênio usou, como argumento principal, a "habilidade de controlar a região".
A maioria da população passou a ser de armênios, à medida que os habitantes turcos da região se mudaram para as províncias ocidentais; este se tornou um argumento secundário. Com a derrota do Império Otomano na Primeira Guerra Mundial, as potências da Entente Tripla tentaram determinar o futuro da Anatólia. Durante a Conferência de Londres, David Lloyd George encorajou o presidente americano Woodrow Wilson a aceitar um mandato para a Anatólia, especialmente com o apoio da Diáspora Armênia, nas províncias sob o comando da Administração da Armênia Ocidental durante a sua maior extensão, em 1916. A chamada "Armênia wilsoniana" tornou-se parte do tratado de Sèvres.
As realidades no solo, no entanto, eram diferentes. A ideia não foi incluída, posteriormente, nem no tratado de Alexandropol, nem no tratado de Carse. O tratado de Sèvres foi, ao final, suplantado pelo tratado de Lausanne, e a disputa pela "administração da Armênia ocidental" foi retirada da mesa de negociação.
Hoje em dia, como uma continuação da meta inicial, a criação de uma Armênia "livre, independente e unida" que inclua todos os territórios designados como "Armênia wilsoniana" pelo tratado de Sèvres - assim como as regiões de Artsaque, Javaquécia e Naquichevão - continua sendo a meta principal da Federação Revolucionária Armênia.

## Administração

### Governadores
- Aram Manougian (interino, junho de 1916 – dezembro de 1917)
- Tovmas Nazarbekian (dezembro de 1917 – março de 1918)
- Andranik Toros Ozanian (março de 1918 – abril de 1918)

### Comissários para Assuntos Civis
- Hakob Zavriev (maio de 1917 – dezembro de 1917)
- Drastamat Kanayan (dezembro de 1917 –  7 de abril de 1918)